# Husséin de Persia
Sultan Husayn (también conocido como Soltan Hosayn y Soltan Hosein) (octubre 1668-noviembre 1726) (en persa: شاه سلطان حسین‎), fue un  shah safavida de Irán (Persia) que gobernó desde 1694 hasta que fue derrocado en 1722 por el merodeador rebelde Mir Mahmud Hotaki, un afgano de origen étnico Pashtun. Su reinado vio la caída de la dinastía Safavida, que había gobernado Persia desde principios del siglo XVI.

## Vida

### Regla temprana
Cuando su padre Suleiman estaba en su lecho de muerte, le pidió a sus eunucos de la corte que eligieran entre sus dos hijos, diciendo que si querían paz y tranquilidad debían elegir al mayor, Husayn, pero si querían que el imperio fuera más poderoso debían optar por el más joven, Abbas. Decidieron elegir a Husayn. Este tenía una reputación de ser fácil y tenía poco interés en los asuntos políticos, su apodo era Yakhshidir ("¡Muy bien!"), la respuesta que se decía que daba cuando se le pedía que decidiera sobre asuntos de estado. El joven rey era un musulmán devoto y uno de sus primeros actos fue darle poder al clérigo principal Muhammad Baqir Maylisi. Una serie de medidas se introdujeron contra la orden sufi, así como una legislación que prohibía el consumo de alcohol y opio y establecía restricciones sobre el comportamiento de las mujeres en público. Los gobernadores provinciales recibieron la orden de hacer cumplir la ley sharia.
Sin embargo, el poder pronto cambió de Muhammad Baqer Majlesi a la tía abuela de Husayn, Maryam Begum (la hija del Shah Safi). Bajo su influencia, Husayn se convirtió en un alcohólico y prestó cada vez menos atención a los asuntos políticos, dedicando su tiempo a su harén y sus jardines de placer.

### Revueltas contra Husayn I
El gobierno de Husayn fue relativamente tranquilo hasta que se enfrentó a una revuelta importante en Afganistán, en la parte más oriental de su reino. Los afganos se dividieron en dos tribus principales: los Ghilzais y los Abdalis. En 1709, los afganos Ghilzai de Kandahar, bajo liderazgo de Mirwais, se rebelaron y se separaron con éxito del gobierno persa. En 1716, los abdalis de Herat siguieron su ejemplo y las expediciones Safavidas para volver a tener bajo control terminaron en un fracaso. Los Abdalis se volvieron contra los Ghilzais, pero fueron derrotados por Mahmud Hotaki, uno de los hijos de Mirwais.
Mientras tanto, Husayn shah se enfrentó a otras rebeliones resultantes de su política religiosa. El resurgimiento del Islam chiita promovido por Muhammad Baqir Maylisi y su sucesor y nieto, el mullah principal Muhammad Hosein, había llevado a una mayor intolerancia hacia los musulmanes sunitas, judíos y cristianos (particularmente georgianos y armenios). El shah también había aprobado un decreto que ordenaba la conversión forzada de los zoroastrianos. En 1717-20, los sunitas de Kurdistán y Shirvan se rebelaron. En Shirvan y Daguestán, los dominios del noroeste de los Safavidas, los lezguinos y el resto de los habitantes sunitas de la zona pidieron ayuda a sus compañeros sunitas, los turcos otomanos. Cuando los rebeldes lezguinos tomaron en 1721 Shamakhi, la principal ciudad de la provincia de Shirvan, saquearon la ciudad, masacraron a la población chiita, incluido el gobernador y su familia, y robaron las propiedades de sus habitantes cristianos y extranjeros. El escritor Jonas Hanway escribió que "la ciudad fue saqueada". Hussein también se enfrentó a problemas en otras partes de su reino: los piratas árabes se apoderaron de las islas en el Golfo Pérsico y hubo plagas en las provincias noroccidentales, pero él y su corte no tomaron medidas decisivas.

### Guerra ruso-persa
En junio de 1722, Pedro el Grande, el entonces zar del vecino Imperio ruso, declaró la guerra al imperio Persa en un intento por expandir la influencia rusa en las regiones del Caspio y el Cáucaso e impedir que su rival, el Imperio Otomano, obtuviera beneficios territoriales en la región a costa de la decadencia Safavida.
La victoria rusa fue ratificada por la cesión Safávida de sus territorios en el norte, el sur del Cáucaso y la parte continental contemporánea del norte de Irán, que comprende las ciudades de Derbent (sur de Daguestán) y Bakú y sus tierras circundantes cercanas, así como las provincias de Gilan, Shirvan, Mazandaran y Astrabad a Rusia según el Tratado de San Petersburgo (1723).

### Asedio de Isfahán
Sin embargo, la principal amenaza provino de los afganos Ghilzai. En 1722, Mahmud y su ejército se dirigieron hacia el oeste, apuntando a la capital del shah, Isfahán. En lugar de esperar su tiempo dentro de la ciudad y resistir un asedio en el que era improbable que el pequeño ejército afgano tuviera éxito, el sah Husayn marchó para enfrentarse a la fuerza de Mahmud en Golnabad. Aquí, el 8 de marzo, el ejército real fue derrotado y huyó a Isfahán en desorden. Se instó al shah a escapar a las provincias para reunir más tropas, pero decidió quedarse en la capital que ahora estaba rodeada por los afganos. El asedio de Mahmud a Isfahán duró desde marzo hasta octubre de 1722. Al carecer de artillería, se vio obligado a recurrir a un largo sitio con la esperanza de matar de hambre a los persas para someterlos. El comando del Shah Husayn durante el asedio mostró su habitual falta de decisión y la lealtad de sus gobernadores provinciales vaciló ante tal incompetencia. Su hijo Tahmasp, finalmente fue elevado al papel de cogobernante. En junio, Tahmasp logró escapar de la ciudad en un intento por levantar una fuerza de socorro en las provincias, pero poco salió de este plan. El hambre y la enfermedad finalmente obligaron a Isfahán a someterse (se estima que 80.000 de sus habitantes murieron durante el asedio). El 23 de octubre, Husayn abdicó y reconoció a Mahmud como el nuevo sah de Persia.

### Cautiverio y muerte
Al principio, Mahmud trató a Husayn con consideración, pero a medida que gradualmente se volvió mentalmente desequilibrado, comenzó a ver al antiguo shah con sospecha. En febrero de 1725, creyendo un rumor de que uno de los hijos de Husayn, Safi Mirza, se había escapado, Mahmud ordenó la ejecución de todos los demás príncipes Safavidas que estaban en sus manos, con la excepción del propio Husayn. Cuando el sultán Husayn intentó detener la masacre, fue herido, pero su acción salvó la vida de dos de sus pequeños hijos. Mahmud sucumbió a la locura y murió el 25 de abril del mismo año.
El sucesor de Mahmud, Ashraf, al principio trató al depuesto shah con simpatía. A cambio, el sultán Husayn le entregó la mano de una de sus hijas en matrimonio, un movimiento que habría aumentado la legitimidad de Ashraf ante los ojos de sus súbditos persas. Sin embargo, Ashraf estuvo involucrado en una guerra con el Imperio Otomano, que impugnó su reclamación al trono persa. En el otoño de 1726, el gobernador otomano de Bagdad Ahmad Pasha avanzó con su ejército en Isfahán y le envió un mensaje a Ashraf diciendo que venía a restablecer al legítimo shah de Persia. En respuesta, Ashraf cortó la cabeza de Husayn y la envió al otomano con el mensaje de que "esperaba darle a Ahmad Pasha una respuesta más completa con los puntos de su espada y su lanza". Como Michael Axworthy comenta: "De esta manera, Shah Soltan Hossein dio en la muerte una respuesta más precisa que la que dio en la vida".